# Тихін Байбуза
Ти́хін Байбу́за (?—не раніше 1598) — гетьман реєстрових козаків (1597–1598), представник заможної верхівки козацтва. Використовував герб Байбуза.

## З життєпису
Син черкаського боярина Михайла Байбузи (Грибуновича) та його дружини Анни з роду Єльців. Внук Огрофени Глинської, нащадок Мамая і Чингізхана. Під час повстання Северина Наливайка воював на боці коронного війська.
Був брацлавським писарем. Під час повстання Наливайка у місті відбувались засідання суду, на які приїхали шляхтичі. Байбуза попередив шляхтичів про небезпеку, завдяки чому вони врятувались, роз'їхавшись по домівках.
Влітку 1598 року разом з отаманом Федором Полоусом здійснив похід із Січі на волості, але не дістав підтримки селян і міщан.
На початку листопада 1598 року очолив похід запорожців під Перекоп. Проводив політику, спрямовану на досягнення компромісу з урядом Речі Посполитої, чим викликав незадоволення запорожців і нереєстрових козаків. Вів боротьбу за гетьманство з Федором Полоусом.
Його нащадки брали участь у козацько-селянських повстаннях 1620—1630-х років та у Визвольній війні XVII століття.